# Guntín
Guntín település Spanyolországban, Lugo tartományban. Guntín Lugo, O Corgo, O Páramo, Portomarín, Monterroso, Palas de Rei és Friol községekkel határos. Lakosainak száma 2529 fő (2024).

## Népesség
A település népessége az elmúlt években az alábbi módon változott:
| Lakosok száma | 3495 | 3329 | 3213 | 3129 | 3018 | 2927 | 2780 | 2690 | 2627 | 2529 |
|               | 2001 | 2004 | 2007 | 2009 | 2012 | 2014 | 2017 | 2019 | 2022 | 2024 |